# A la izquierda de la Tierra
A la izquierda de la Tierra es el primer álbum de estudio de la banda mexicana Panteón Rococó y fue lanzado de forma independiente en 1999.

## Lista de canciones
Todas los temas fueron escritos por Panteón Rococó.

| N.º   | Título                                          | Duración |  |
| 1.    | «No te c...»                                    | 3:07     |  |
| 2.    | «Es tan poco el tiempo»                         | 4:44     |  |
| 3.    | «La dosis perfecta»                             | 4:15     |  |
| 4.    | «Asesinos»                                      | 2:45     |  |
| 5.    | «La consentida (Concha)»                        | 2:59     |  |
| 6.    | «Pecho tierra»                                  | 3:57     |  |
| 7.    | «Cúrame»                                        | 3:41     |  |
| 8.    | «La maquinita»                                  | 1:21     |  |
| 9.    | «Marco's Hall»                                  | 5:39     |  |
| 10.   | «Pequeño tratado de un adiós»                   | 4:06     |  |
| 11.   | «Toloache pa' mi negra»                         | 3:33     |  |
| 12.   | «Nada pasó»                                     | 4:39     |  |
| 13.   | «La bruja»                                      | 4:35     |  |
| 14.   | «Borracho (Drunk Steady Beer)»                  | 3:47     |  |
| 15.   | «Marco's Hall» (versión de demo)                | 5:23     |  |
| 16.   | «Pequeño tratado de un adiós» (versión de demo) | 6:46     |  |
| 65:17 |                                                 |          |  |

## Créditos

### Panteón Rococó
- Dr. Shenka — voz.
- Darío Espinosa — bajo.
- Hiram Paniagua — batería.
- Leonel Rosales — guitarra.
- Felipe Bustamante — teclados.
- Paco Barajas — trombón.
- Rodrigo Gorri Bonilla — guitarra.
- Missael — saxofón.
- Tanis — percusiones.
- Fernando Zepeda (Coros en 2, 3) producción

### Músicos adicionales
- Rafael «Primo» García — guitarra.
- Alejandro Otaola — guitarra.
- Charly Cuevas — piano.
- Sergio «Shaggy» Díaz — teclados.
- Armando Pinaca Espinosa — timbales.
- Gerardo Velazco — fliscorno.
- Joe — rap.
- Yus — bongos y congas.

### Personal de producción
- Rafael «Primo» García — productor, mezcla, masterización y realización.
- Sergio «Shaggy» Díaz — asistente de producción.
- Juan Pablo Medina — técnico de batería.
- Artefactus — diseño gráfico.
- Delia Cortés — fotografía.
- Gerardo Ramiroqual Barroso — fotografía.
- Edgar Vásquez — fotografía.